# 吴圣荪
吴圣荪（1922年—）中华民国军事人物，国际问题专家，曾任台湾国家安全局海外部部长。中将军衔。浙江奉化人。

## 生平
出生海军世家，是中山舰前舰长吴嵎之孙。1922年生于浙江省宁波市奉化县。早年遇日本侵华战争，入读黄埔军校。毕业于黄埔第十六期。曾于四川成都接受系统军事训练三年。
派驻湖南长沙，担任炮兵第一团第二连排长。曾参与第二次长沙保卫战。后转任炮兵第五团副连长。曾入中国远征军，派赴缅甸参加中印缅战场的抗日战争。抗日战争期间参与大小战役共计十六场。
1945年，日本投降后，国民政府派驻美国，于美国陆军野战炮兵学院高级班接受训练一年。
1949年，赴台湾。曾先后被派驻中东、北美。历任中华民国驻以色列军事代表、驻美国军事代表。曾代表台湾赴驻二十四个国家担任外交、军事使节。曾获台湾政府多种嘉奖，获勋章十六枚。被授予“杰出将军”称号，人称“博士将军”。
从美国任满回台后，调任台北士林官邸联合安全指挥部参谋长。70岁，荣休。

## 其他
抗日战争期间，曾感染肺结核，九死一生。在湖南长沙湘雅医院获得治疗，挽回生命。2006年6月，八十七岁高龄，回大陆湘雅医院特别答谢。